# Tw1-591
Tw1-591 – używany w Polsce wąskotorowy parowóz typu budowanego dla niemieckich kolei polowych (Heeresfeldbahn) przez niemiecką fabrykę BMAG, o typie konstrukcyjnym En2t, na tor szerokości 600 mm. Jedyny zachowany egzemplarz na świecie stoi w skansenie w Chabówce. Wcześniej nosił oznaczenia (HFB) 2655 i Es 451. Służył na PKP, a następnie w Cukrowni Leśmierz z numerem 11.

## Projekt i produkcja
Parowóz był przedstawicielem serii lokomotyw zaprojektowanej pod koniec I wojny światowej przez berlińską fabrykę BMAG (Berliner Maschinenbau AG, dawniej Schwartzkopff) na zapotrzebowanie niemieckich wojskowych kolei polowych (Heeresfeldbahn, HFB) na parowóz – tendrzak z 5 osiami wiązanymi, silniejszy od masowo używanych czteroosiowych lokomotyw typu HF (Brigadelok). Swoje konstrukcje lokomotyw typu konstrukcyjnego En2t (tendrzak o układzie osi E i dwucylindrowym silniku na parę nasyconą) zaprezentowały firmy BMAG, Orenstein&Koppel, Borsig i Maffei. Spośród nich wyprodukowano już po zawieszeniu broni jedynie niewielkie ilości lokomotyw konstrukcji BMAG (36) i O&K (32), które trafiły m.in. do Polski i innych odbiorców.
Parowóz Tw1-591 został wyprodukowany przez BMAG w 1919 r., z numerem seryjnym 6808 i początkowo nosił numer wojskowy (HFB) 2655.

## Eksploatacja
W 1922 roku parowóz nr 2655 został zakupiony przez Polskę. W okresie międzywojennym służył na PKP z numerem Es 451 Dyrekcji Kolei Warszawa. Używany był na kolei Mława-Przasnysz. Podczas II wojny światowej został zdobyty przez Niemcy i wcielony do kolei niemieckich pod numerem 99 1611. W 1940 roku Niemcy przenieśli go z Kolei Mławskiej na Kolej Ostrołęcką, gdzie pracowały już od początku lat 20. dwa parowozy tego samego typu: Es 454 (pierwotne oznaczenie 2665, niemieckie 99 1615, nr fabr. 6818/1919) i Es 455 (pierwotne oznaczenie 2668, niemieckie 99 1616, nr fabr. 6821/1919).
Po wojnie odzyskany przez PKP, otrzymał w 1947 roku standaryzowane oznaczenie Tw1-591. Służył na Kolei Mławskiej i Rogowskiej. 16 kwietnia 1956 został sprzedany przez PKP do przemysłu, po czym służył na kolei buraczanej Cukrowni Leśmierz, z numerem inwentarzowym 11. Później wykorzystywany był jako kocioł grzewczy w stadninie koni w Walewicach, po czym pozostawiony był w parowozowni cukrowni Młynów (w międzyczasie rozebranej), gdzie przestał wiele lat. W 1987 roku został przejęty przez Muzeum Kolejnictwa w Warszawie, po czym odbudowany w lokomotywowni Sucha Beskidzka. W 1989 roku został ustawiony jako pomnik w tej lokomotywowni. Od 2000 r. znajduje się w skansenie w Chabówce (z błędnym numerem bocznym 2665).
Używane w Polsce lokomotywy tego typu (lista niepełna):
| Numer fabryczny | Rok produkcji | Oznaczenia          | Oznaczenia  | Oznaczenia           | Oznaczenia  | Oznaczenia            | Los                |
| Numer fabryczny | Rok produkcji | pierwotne niem. HFB | PKP do 1939 | niemieckie 1940-1947 | PKP po 1947 | późniejsze            | Los                |
| --------------- | ------------- | ------------------- | ----------- | -------------------- | ----------- | --------------------- | ------------------ |
| BMAG 6808       | 1919          | 2655                | Es 451      | 99 1611              | Tw1-591     | Cukrownia Leśmierz 11 | wycofany, eksponat |
| BMAG 6818       | 1919          | 2665                | Es 454      | 99 1615              | ?           | ?                     | skasowany          |
| BMAG 6821       | 1919          | 2668                | Es 455      | 99 1616              | ?           | ?                     | skasowany          |

## Opis

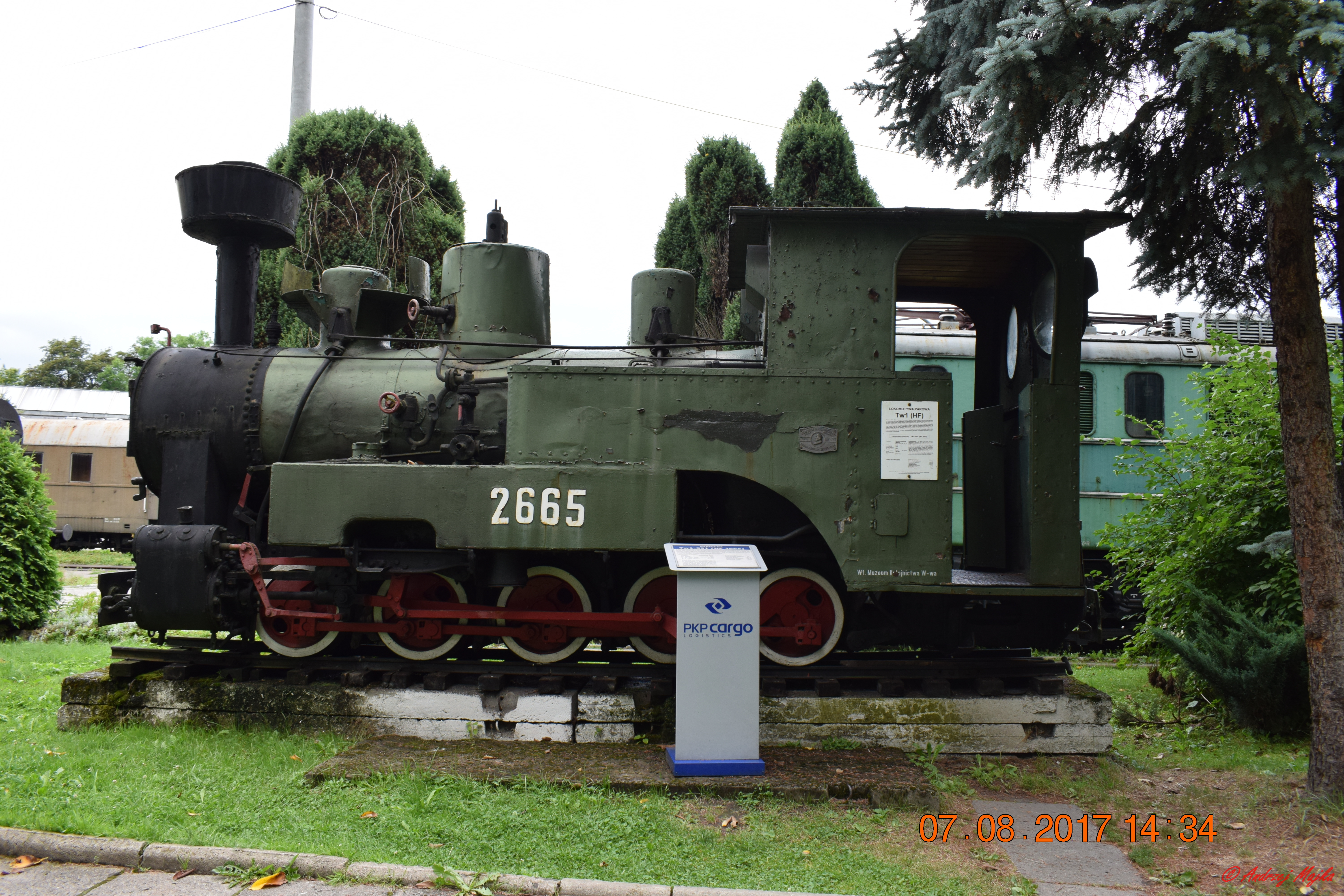
Tw1-591 w skansenie w Chabówce (z fikcyjnym numerem 2665)

Wąskotorowy tendrzak o układzie osi E, z silnikami bliźniaczymi na parę nasyconą (En2t). Budka maszynisty była otwarta po bokach, z połówkowymi drzwiczkami. Parowóz w skrzyniach wodnych po bokach kotła, umieszczonych między walczakiem kotła a ostoją, przewoził 1,35 m³ wody, a w niewielkich skrzyniach węglowych po bokach kotła z przodu budki maszynisty – 0,35 t węgla (w jednej z nich była skrzynka na narzędzia). Parowóz wyposażony był w parowy eżektor z wężem (owiniętym na pierwszej piasecznicy) do nabierania wody ze studni lub innych zbiorników.
Kocioł płomieniówkowy z miedzianą skrzynią ogniową, po wojnie wymienioną na stalową. Na kotle umieszczony zbieralnik pary, z dwoma sprężynowymi zaworami bezpieczeństwa. W zbieralniku pary przepustnica z napędem wewnętrznym. Przed i za zbieralnikiem pary umieszczono dwie piasecznice uruchamiane ręcznie, podające piasek pod pierwszą i czwartą oś. Zasilanie w wodę za pomocą dwóch inżektorów ssąco-tłoczących Strubego (wydajność 60 l/min). Armatura kotła niemiecka, z wodowskazem rurkowym. Początkowo parowóz miał odiskiernik Kobla na kominie, zamieniony następnie na siatkę odiskierną.
Ostoja blachownicowa o grubości ostojnic 10 mm, z odsprężynowaniem górnym kombinowanym, z czterema punktami podparcia. Resory płaskie zawieszone są wewnątrz ostoi. Zderzaki centralne ze sprzęgiem orczykowym. Osie 1 i 5 miały możliwość przesuwu na boki 15 mm oraz czopy kuliste, a oś 3 miała zwężone obrzeża. Parowóz mógł pokonywać łuki o promieniu 20 m.
Silniki parowe bliźniacze z suwakami tłoczkowymi. Smarowanie silników za pomocą lubrykatora, zamienionego po wojnie na smarotłocznię Friedmanna. Mechanizm napędowy napędzał czwartą oś. Mechanizm parorozdzielczy Heusingera z nawrotnicą dźwigniową. Hamulec ręczny dźwigniowy na sztywne osie (2, 3 i 4). Parowóz posiadał oświetlenie naftowe i dzwon sygnałowy.